# The Allman Brothers Band (альбом)
The Allman Brothers Band — дебютный альбом американской рок-группы The Allman Brothers Band, вышедший в 1969 году.

## Об альбоме
За пределами южной части Соединённых Штатов альбом продавался плохо, попав лишь на 188 место в Billboard 200. «Whipping Post» вошла в список «The Rock and Roll Hall of Fame’s 500 Songs that Shaped Rock and Roll».

## Список композиций
Все песни (кроме отмеченных) написаны Грегом Оллманом.
Сторона А
1. «Don’t Want You No More» (Spencer Davis, Eddie Hardin) — 2:29
2. «It’s Not My Cross to Bear» — 5:02
3. «Black Hearted Woman» — 5:08
4. «Trouble No More» (McKinley Morganfield) — 3:47

Сторона Б
1. «Every Hungry Woman» — 4:16
2. «Dreams» — 7:19
3. «Whipping Post» — 5:19

## Участники записи
- Duane Allman — слайд-гитара, соло-гитара
- Gregg Allman — вокал, орган
- Dickey Betts — соло-гитара
- Berry Oakley — бас-гитара, бэк-вокал
- Butch Trucks — ударные
- Jai Johanny «Jaimoe» Johanson — ударные, конга